# 辽宁省作家协会
辽宁省作家协会，简称辽宁省作协，是中华人民共和国辽宁省文学工作者组成的专业性人民团体，是中国作家协会的团体会员。其最高权力机构为辽宁省作家协会代表大会。

## 历任主席
刘芝明 1949年12月21日—1954年9月1日
草明 1954年9月1日—1956年
马加 1956年—1966年、1978年10月—1989年3月
金河 1989年3月—1995年
王充闾 1995年—2005年
刘兆林 2005年—2010年
王秀杰 2010年—2017年
- 第十一届2017-

主席：滕贞甫（老藤）
副主席：于晓威、月关（魏立军）、孙伦熙、孙惠芬、李海岩、林雪、周建新、孟繁华、津子围（张连波）、贺绍俊、韩春燕、鲍尔吉·原野、薛涛